# 康拉德·舒曼

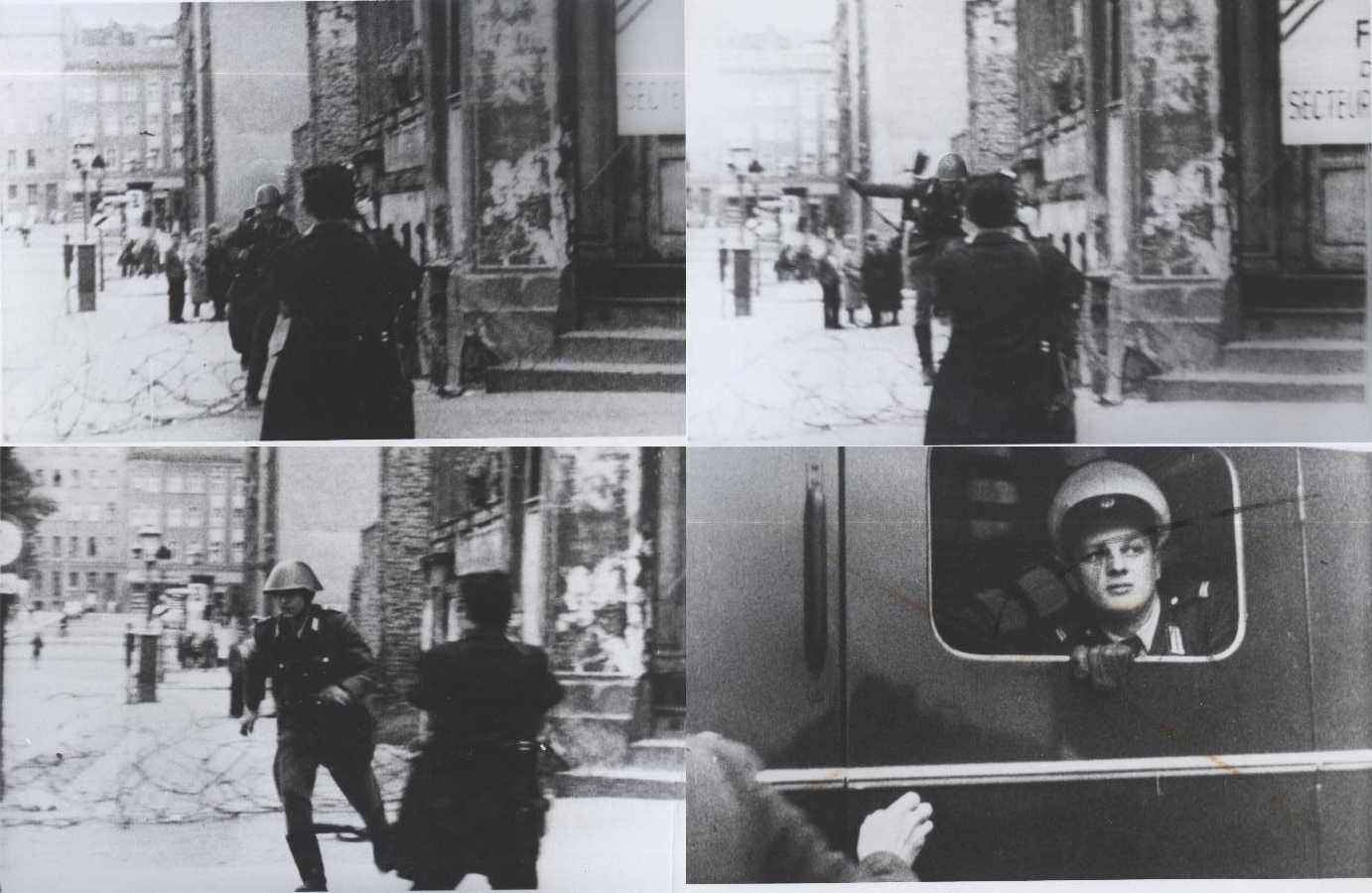
康拉德·舒曼逃往西柏林

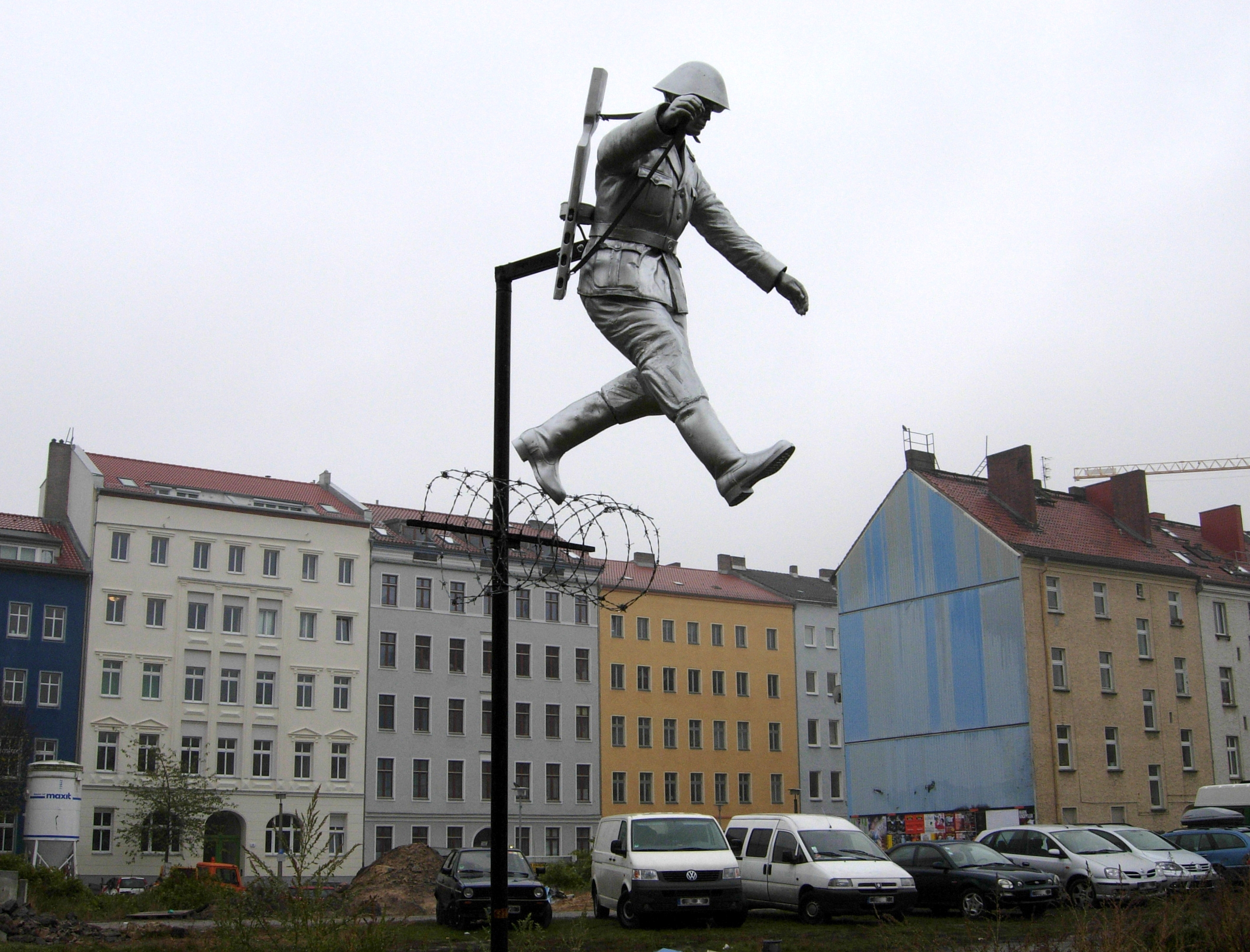
纪念康拉德·舒曼进入西柏林的雕像。

汉斯·康拉德·舒曼（德語：Hans Conrad Schumann，1942年3月28日—1998年6月20日）是历史上最著名的东德逃亡者之一。

## 生平
舒曼出生在萨克森州的里萨。他曾经在东德机动队中服役。经过三个月在德累斯顿的训练之后，他进入了一所波茨坦的士官学校。此后他志愿到柏林服役。
1961年8月15日，19岁的舒曼在柏林墙执勤，而此时仅开工三日的柏林墙只是一道低矮的铁丝网。在听到西侧民众“过来！”的呼喊之后，他跃过铁丝网，坐上了一辆在旁边等待的西柏林警车，飞驰而去。摄影师彼得·莱宾拍摄下了他跃过铁丝网的一幕，而这张照片也成为冷战期间的著名象征。
舒曼此后被允许从西柏林进入西德本土。他在巴伐利亚州定居，并在金茨堡遇见了后来的妻子。
在柏林墙倒塌之后，他说：“直至1989年11月9日柏林墙倒塌之日我才真正感受到了自由。”即便如此，他仍旧将巴伐利亚当做自己的家，更甚于自己的出生地，还提到了自己与旧同事的隔阂。他甚至不愿意去拜访自己在萨克森的父母和兄弟姐妹。1998年6月20日，饱受抑郁症困扰的舒曼在基芬堡附近的的果园中上吊自杀。